# Мажордом (посада)
Мажордом (лат. Majordomo) — головний відповідальний за управління та експлуатацію резиденції або готелю; посада управляючого, який керує домогосподарством в палаці чи садибі. Слово походить з латини і означає головний (лат. major) в родині або будинку (лат. domus). Робота мажордома полягає в контролі належного та ефективного виконання всіма працівниками своїх функціональних обов'язків.

## Історія
У ранньому Середньовіччі титул мажордома або головного дворецького відповідав адміністратору (керуючому) шляхетського, князівського або королівського двору, що був головним над усіма слугами. У Франкській імперії мажордоми були управителями не лише королівського палацу, але й уряду, і які в результаті занепаду династії Меровінгів поступово отримали владу монарха.
У Великобританії, щоб працювати мажордомом, бажаючі повинні закінчити спеціалізовані школи, наприклад The Butler Academy. Навчання передбачає інтенсивне вивчення історії монархії, великі світові війни та географію. Вони також навчаються, як правильно розставляти посуд на столі, одягу та зовнішньому вигляду, манерам, правильній позі під час переходу з однієї кімнати в іншу в будинку роботодавця та основним навичками ведення домашнього господарства.
Відносини між мажордомом і роботодавцем повинні ґрунтуватися на довірі та конфіденційності. Слуга стане свідком подій та розмов, які він не повинен розкривати. Він також може накриваючи на стіл, обслуговати гостей, і він навіть може готувати або прасувати одяг.
Мажордоми готелів, яких також називають «метрдотелями», мають бути сполучною ланкою між кухнею та рестораном, зустрічати клієнтів вишукано, з прямою поставою та елегантною посмішкою, і вони повинні мати високу загальну культуру, знати етикет і правила спілкування з клієнтами.